# Randolfo
Randolfo  è un nome proprio di persona italiano maschile.

## Varianti
- Maschili: Ranulfo

### Varianti in altre lingue
- Germanico: Randulf[1], Randwulf
- Franco: Rannulf[2]
- Inglese: Randolph[1][2], Randolf[1]
  - Ipocoristici: Randy[1]
- Latino: Randulfus
- Medio inglese: Randel
- Norreno: Randúlfr[1], Rannulfr[2]
- Scozzese: Ranulf[1], Ranulph[1]

## Origine e diffusione
Può derivare da due nomi differenti, che si sono fusi col tempo fino ad essere indistinguibili: il primo è il germanico Randulf (o Randwulf), composto da rand ("bordo di scudo") e wulf (o wulfa, "lupo"), mentre il secondo è il franco Rannulf, composto da hramn ("corvo") e wulf ("lupo").
La forma latinizzata Randulfus è attestata in Italia nel Medioevo, e ad oggi è diffuso al Centro-Nord, con maggiore compattezza nel Lazio ed in Emilia-Romagna. In Inghilterra venne portato dai Normanni, dove già esisteva una forma norrena imparentata con Randulf, Randúlfr, ivi introdotta da coloni scandinavi. Si rarificò dopo il Medioevo, per poi essere ripreso nel XVIII secolo nella forma Randolph.

## Onomastico
L'onomastico può essere festeggiato il 7 aprile in memoria del beato Randolfo Ashley, gesuita e martire a Worcester.

## Persone

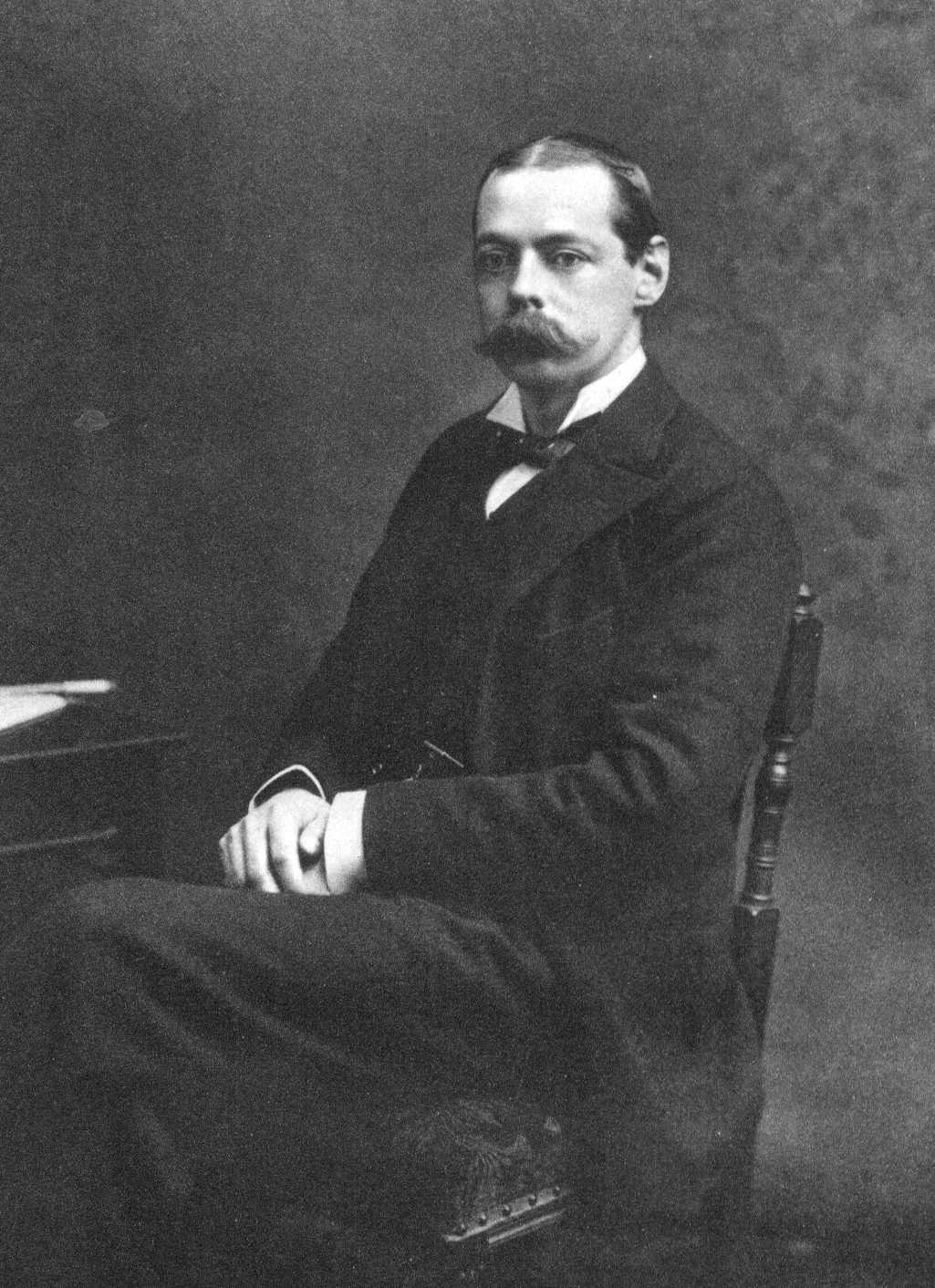
Randolph Henry Churchill

- Randolfo Pacciardi, politico e antifascista italiano

### Variante Randolph

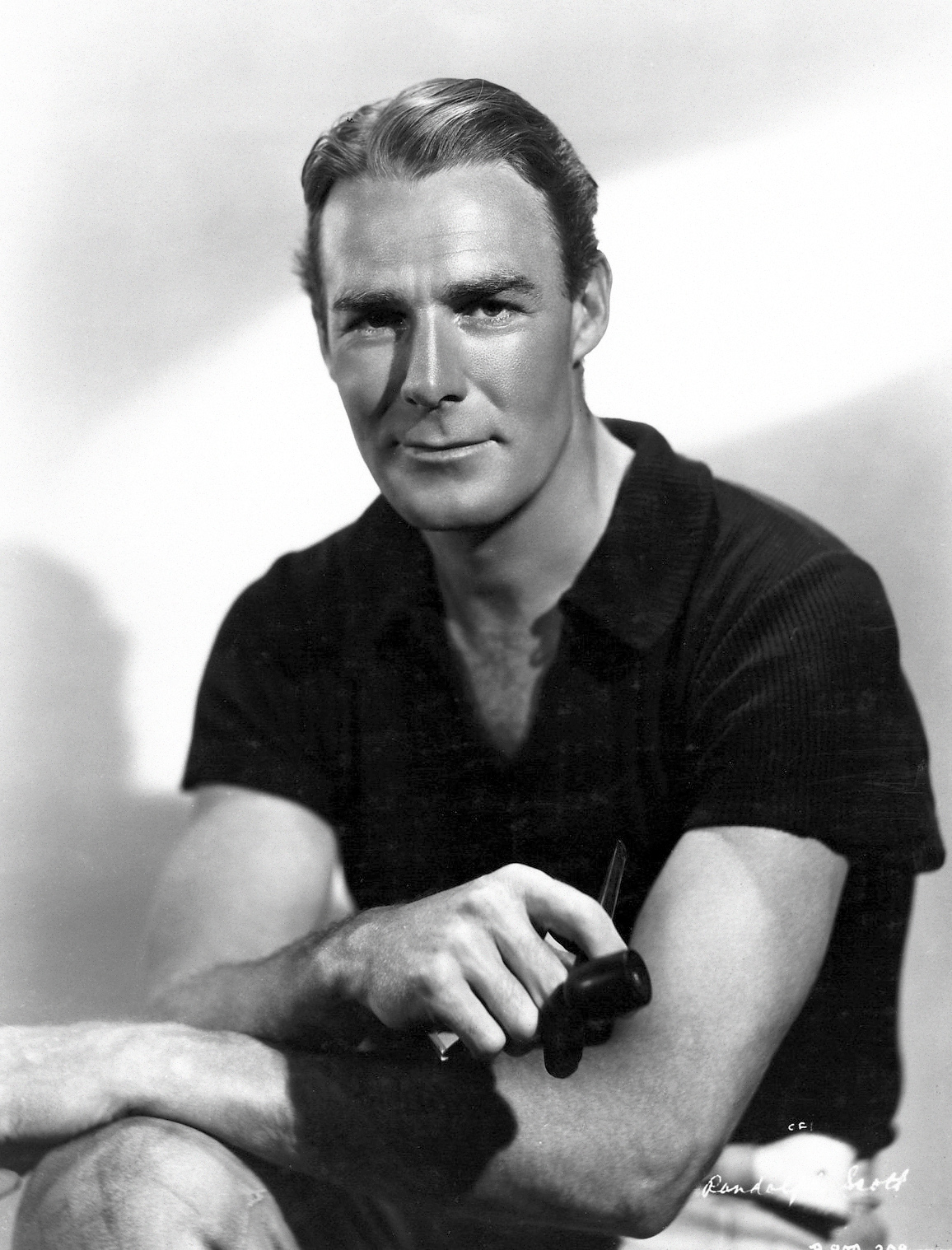
Randolph Scott

- Randolph Bresnik, astronauta statunitense
- Randolph Childress, cestista e dirigente sportivo statunitense
- Randolph Henry Churchill (1849 – 1895), politico britannico, padre di Winston Churchill
- Randolph Frederick Churchill (1911 – 1968), ufficiale, giornalista e politico britannico, figlio di Winston Churchill
- Randolph Keys, cestista statunitense
- Randolph Mahaffey, cestista statunitense
- Randolph Morris, cestista statunitense
- Randolph Powell, attore statunitense
- Randolph Quirk, linguista britannico
- Randolph Scott, attore statunitense

### Altre varianti
- Ranulf, chierico e amministratore britannico
- Ranulfo Cortés, calciatore messicano
- Ranulph de Blondeville, nobile britannico
- Ranulph de Gernon, militare britannico
- Ranulf de Glanvill, politico britannico
- Ranulfo I di Poitiers, conte di Poitiers e duca d'Aquitania
- Ranulfo II di Poitiers, conte di Poitiers e duca d'Aquitania
- Ranulfo Miranda, allenatore di calcio ed ex calciatore paraguaiano
- Ranulph il Meschino, III conte di Chester, nobile britannico

## Il nome nelle arti
- Randolph Carter è un personaggio letterario creato dallo scrittore Howard Phillips Lovecraft.